# Pseudamia hayashii
Pseudamia hayashii és una espècie de peix pertanyent a la família dels apogònids.

## Descripció
- Pot arribar a fer 10 cm de llargària màxima.
- És translúcid amb una tonalitat vermellosa i cobert amb irisacions (especialment a l'abdomen).
- Boca obliqua.
- 7 espines i 8 radis tous a l'aleta dorsal i 2 espines i 7-8 radis tous a l'anal.
- L'aleta caudal té forma romboïdal.
- 24 vèrtebres.
- S'assembla a Pseudamia amblyuroptera i Pseudamia gelatinosa, però té les escates més grosses.[6][7]

## Hàbitat
És un peix marí, associat als esculls i de clima tropical (32°N-28°S) que viu entre 2 i 64 m de fondària a les llacunes. S'amaga en petites coves i sota sortints del fons marí.

## Distribució geogràfica
Es troba a la conca Indo-Pacífica: des del golf d'Aden fins a Samoa, el sud del Japó i Austràlia Occidental.

## Observacions
És inofensiu per als humans.